# Dhanushkodi
Dhanushkodi (en tamil: தனுஷ்கோடி) es un pequeño poblado ubicado en el extremo sur de la isla Pamban. Gran parte de las infraestructuras fueron arrasadas por el ciclón de Rameswaram de 1964.  El lugar recibe la visita de turistas que llegan desde Rameswaram en vehículos todo-terreno.
El poblado tenía, hasta 1964, una estación ferroviaria y un muelle utilizado por un servicio de ferry hasta Talaimannar, en Sri Lanka.   
En 2010 se realizaron estudios de factibilidad para reconstruir la traza del ramal ferroviario desde el puente de Pamban.

## Turismo[3]
Ubicada en el extremo sur de la isla de Rameswaram, la playa es un punto de convergencia entre la Bahía de Bengala y el Golfo de Mannar. La playa, conocida como Arichal Munai en tamil, ofrece impresionantes vistas de la fusión de las aguas.
Dhanushkodi, que antaño fue una ciudad bulliciosa conocida por su fantástica playa, hoy se considera un pueblo fantasma. Sin embargo, aún atrae a muchos turistas gracias a su fascinante historia y belleza natural.
Uno de los principales atractivos de la playa de Dhanushkodi es el mirador de Ram Sethu, también conocido como el Puente de Adán. La playa se extiende hasta 15 km y es conocida por sus mareas altas, lo que la convierte en un lugar ideal para pasear y disfrutar de la belleza del paisaje.

La región que rodea la playa de Dhanushkodi también alberga fauna silvestre, incluyendo aves migratorias como gaviotas y flamencos. Además, la playa ofrece fácil acceso a otras atracciones de Dhanushkodi y sus alrededores, lo que la convierte en un punto de partida ideal para explorar la zona.

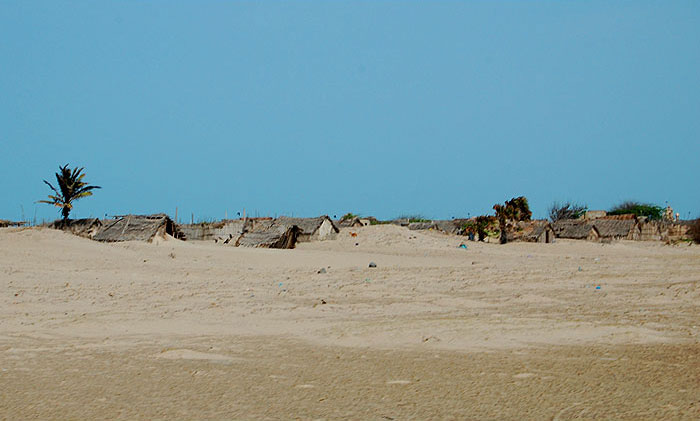
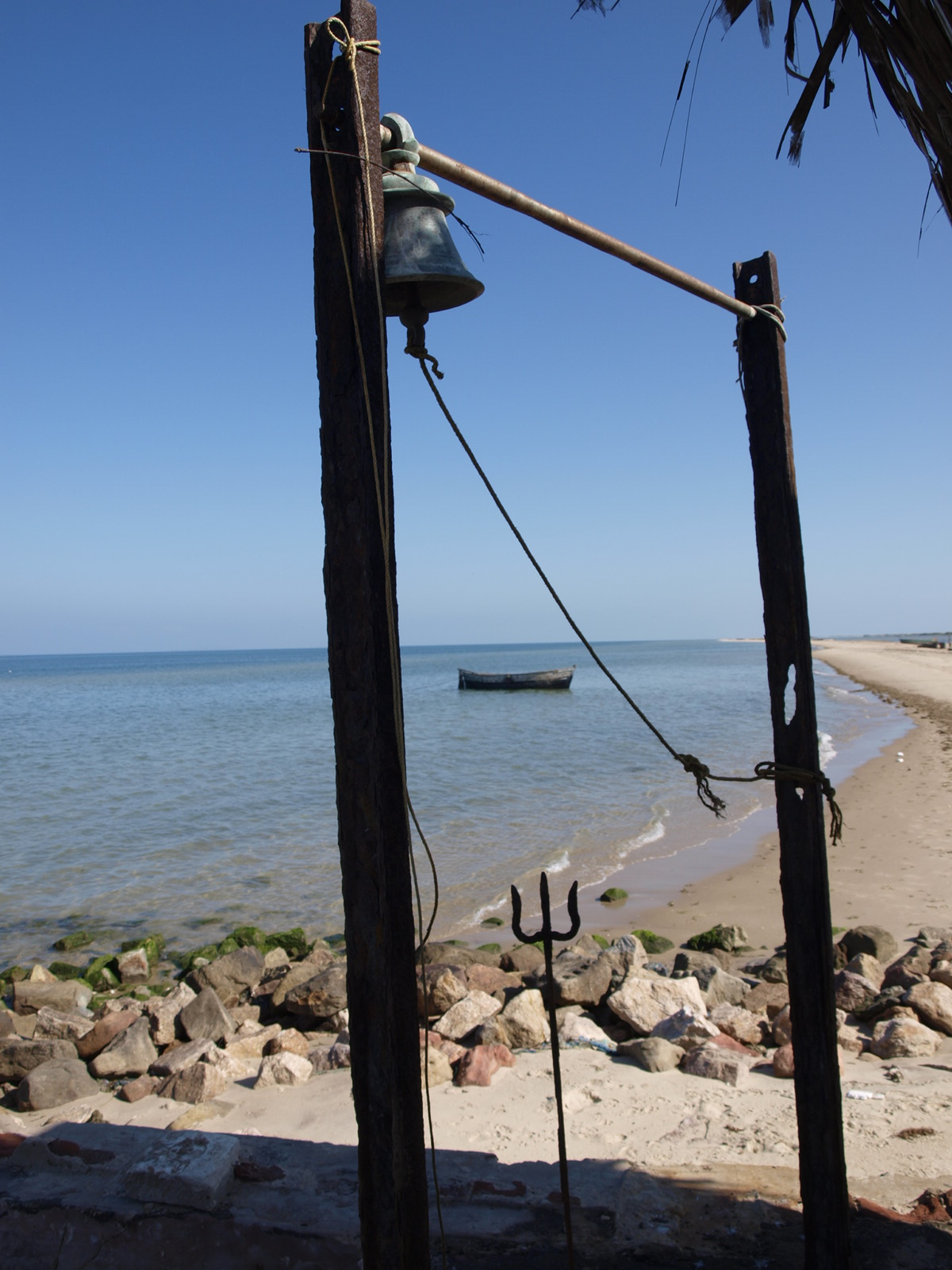
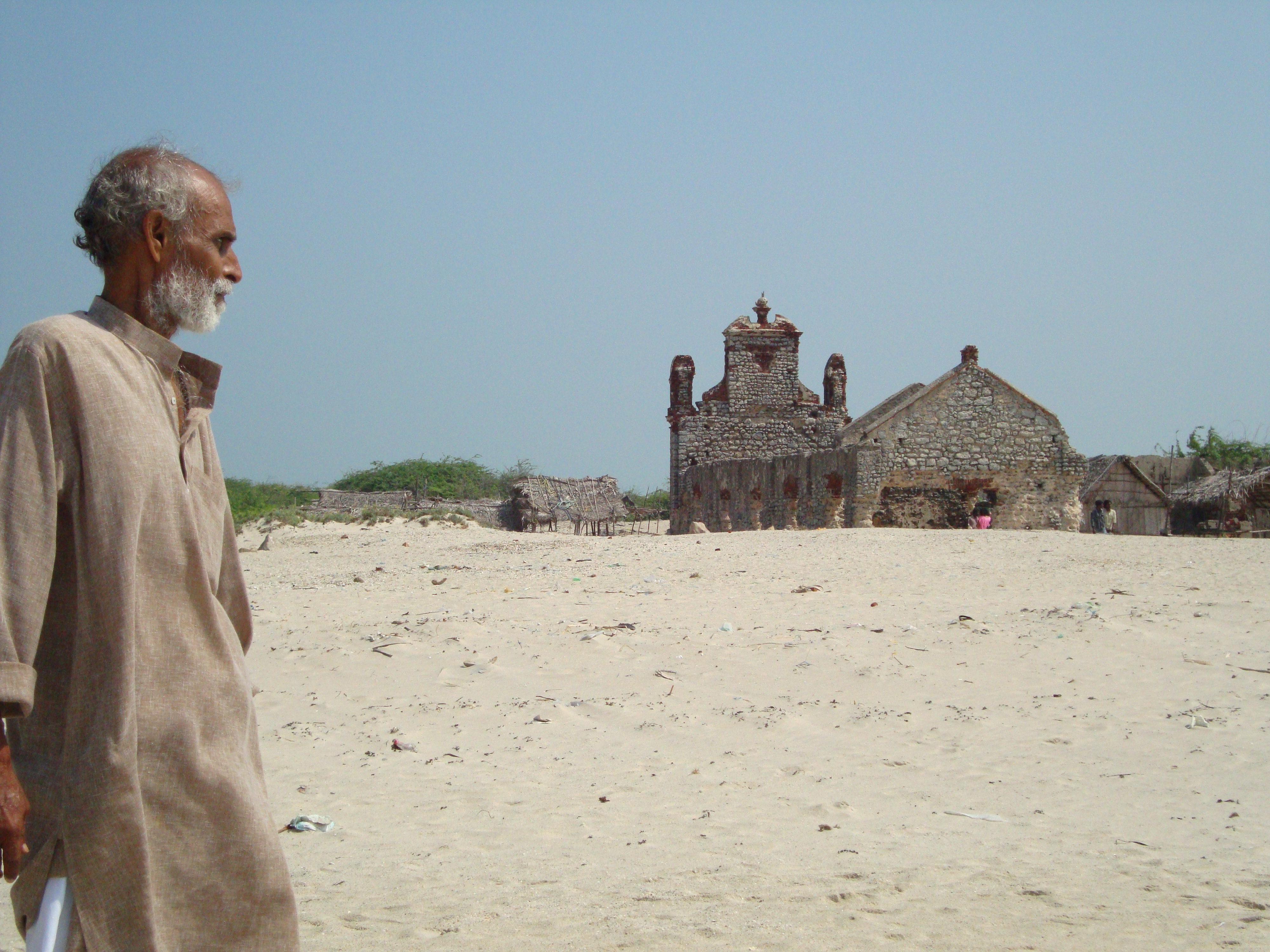

- Parque Nacional Marino del Golfo de Mannar: ubicado a lo largo de la     costa sureste de la India, es un paraíso para la biodiversidad marina.     Compuesto por 21 islas, el parque marino de Mannar incluye estuarios,     playas y marismas, lo que confiere a esta región una belleza asombrosa. El     parque es conocido por sus ricos arrecifes de coral, praderas marinas y     diversa vida marina. Se utilizan barcos con fondo de cristal para transportar a los turistas y contemplar estas impresionantes vistas.
- Puente de Adán:  también conocido como Rama Setu o Puente de Rama, está formado por bancos de arena de piedra caliza que unen la isla de Pamban (isla de Rameswaram) en la India con la isla de Mannar en Sri Lanka. El puente tiene 50 km de longitud y separa el golfo de Mannar del estrecho de     Palk.
- Isla Pamban: también conocida como isla Rameswaram, es una isla ubicada frente a la costa sureste de Tamil Nadu. La isla es conocida las playas, templos históricos y cultura. Una de las atracciones más famosas de la isla es el templo Ramanathaswamy, lugar de peregrinación para los hindúes.
- Templo Ram Patham:  es un pequeño santuario dedicado al dios Rama. Según la mitología hindú, este es el lugar donde el dios Rama posó sus pies (patham) antes de construir el puente hacia Lanka. El templo es un popular lugar de peregrinación para devotos que buscan bendiciones y consuelo espiritual.
- Ruinas de la Iglesia y la Estación: son vestigios de una ciudad, destruida por un ciclón en 1964. Estas ruinas incluyen los restos de una estación de tren, una iglesia y otros edificios, ofreciendo una mirada al pasado de la ciudad.[3]